# Admiral

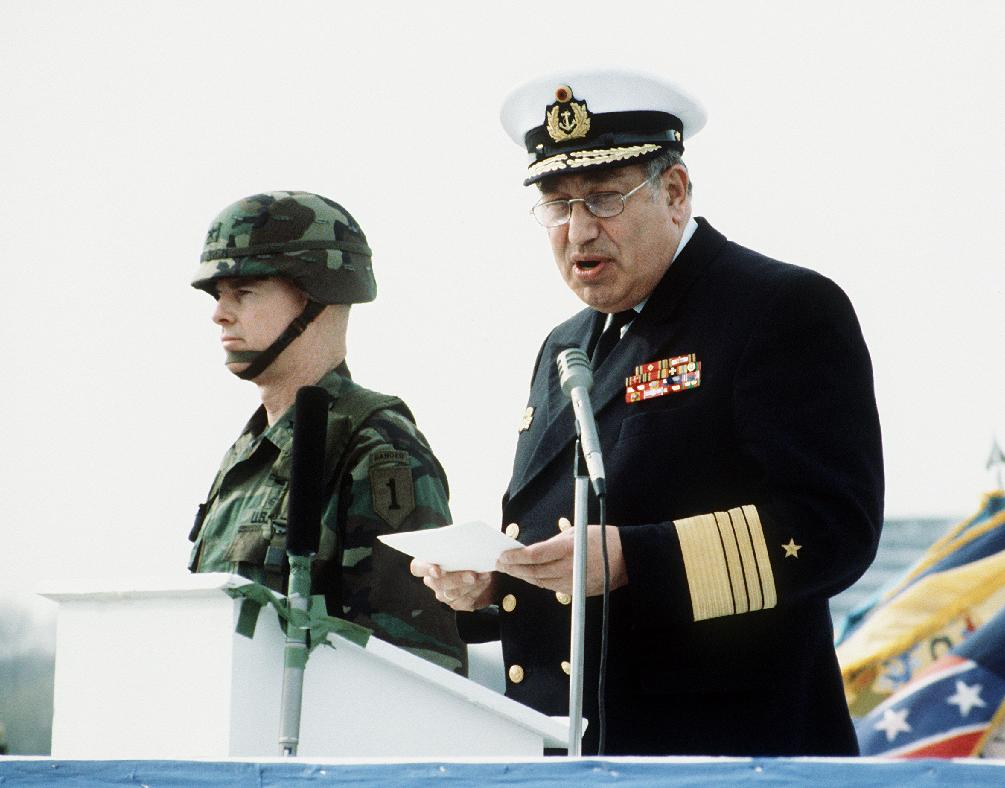
Admiral Dieter Wellershoff, Generalinspekteur der Bundeswehr (1991)

Admiral (Plural: Admirale, auch Admiräle) ist ein Dienstgrad der Marinestreitkräfte in den meisten Staaten und häufig zugleich die Sammelbezeichnung für die Gruppe der Flaggoffiziere, also aller Admiralsdienstgrade.

## Etymologie
Die Bezeichnung leitet sich ab von einem arabischen Titel wie أمير البحر / ʾamīr al-ʾālī / ‚hoher Führer‘ o. ä. Vergleiche Ammiratus.
Im 10. und 11. Jahrhundert führten Flottenführer in Griechenland (Byzantinisches Reich) die Bezeichnung Amiralios (entsprach etwa dem Grad des Admirals), während die Heeresführer Amiras (etwa General) hießen; beide Begriffe sind vom selben arabischen Substantiv ʾamīr abgeleitet. Im 12. Jahrhundert erhielten zunächst die Befehlshaber der Flotten von Genua und Sizilien die Bezeichnung, im 13. Jahrhundert dann auch die von England und Frankreich, denen die anderen europäischen Staaten später folgten.
Im Deutschen ist das Wort zunächst ab dem 12. Jahrhundert in unterschiedlichen Schreibweisen Formvarianten wie amiral, ammiralt, admirat u. ä. belegt, zunächst noch in der Bedeutung ‚muslimischer Befehlshaber‘, ‚Kalif‘. Ab dem 14. Jahrhundert wurde es dann in der neuen Bedeutung ‚Flottenbefehlshaber‘ aus dem Französischen neu entlehnt.
Dabei war die Bezeichnung „Admiral“, als letzte Instanz in einer Flotte, nicht nur auf militärische Verbände beschränkt. Bis ins 17. Jahrhundert konnte in Konvois aus Handelsschiffen in einer Kapitäns- oder Schifferversammlung eines der Mitglieder zum Admiral gekürt werden. Dieser Verband segelte dann in einer Admiralschaft. Ebenso konnte auch der Befehlshaber eines Konvoischiffes zum Admiral werden. Dieser Kapitän konnte der Befehlshaber eines städtischen, eines landesherrlichen oder auch privaten Kriegsschiffes sein. Wurde er von den Handelskapitänen zu ihrem Schutz angestellt oder angenommen, zahlten sie also entsprechende Abgaben – das so genannte „Convoigeld“ –, wurde er zum Admiral dieses geschützten Konvois. Auch hier segelte man dann in einer Admiralschaft.

## Marinestreitkräfte der deutschen Staaten

### Kaiserliche Marine 1918
In der Kaiserlichen Marine wurden von 1872 bis 1918 die Dienstgrade Konteradmiral (bis 1898 Contreadmiral), Vizeadmiral und Admiral sowie Großadmiral (Hans von Koester (1905), Heinrich von Preußen (1909), Alfred von Tirpitz (1911) und Henning von Holtzendorff (1918)) vergeben. Der Großadmiral entsprach dem Generalfeldmarschall im Heer.
| Admirale der Kaiserlichen Marine bis 1918 | Admirale der Kaiserlichen Marine bis 1918 | Admirale der Kaiserlichen Marine bis 1918 | Admirale der Kaiserlichen Marine bis 1918 | Admirale der Kaiserlichen Marine bis 1918 | Admirale der Kaiserlichen Marine bis 1918 |
| Bezeich- nung                             | Großadmiral (GrsAdm)                      | Admiral (Adm)                             | Vizeadmiral (VAdm)                        | Konteradmiral (KAdm)                      |                                           |
| ----------------------------------------- | ----------------------------------------- | ----------------------------------------- | ----------------------------------------- | ----------------------------------------- | ----------------------------------------- |
| Schulterstück                             |                                           |                                           |                                           |                                           |                                           |

### Reichsmarine bis 1935
In der Reichsmarine von 1922 bis 1935 wurden die Ränge Konteradmiral, Vizeadmiral und Admiral vergeben.

### Kriegsmarine bis 1945
In der deutschen Kriegsmarine wurden von 1935 bis 1945 die Ränge Kommodore, Konteradmiral, Vizeadmiral, Admiral und Generaladmiral sowie Großadmiral Erich Raeder (1939), Karl Dönitz (1943) für die Oberbefehlshaber vergeben.
Zum Dienstgrad Admiral der Kriegsmarine war das Äquivalent der General der Waffengattung bei Heer und Luftwaffe.
| Admirale der deutschen Kriegsmarine bis 1945 | Admirale der deutschen Kriegsmarine bis 1945 | Admirale der deutschen Kriegsmarine bis 1945 | Admirale der deutschen Kriegsmarine bis 1945 | Admirale der deutschen Kriegsmarine bis 1945 | Admirale der deutschen Kriegsmarine bis 1945 |
| Bezeich- nung                                | Großadmiral (GrsAdm)                         | Generaladmiral (GenAdm)                      | Admiral (Adm)                                | Vizeadmiral (VAdm)                           | Konteradmiral (KAdm)                         |
| -------------------------------------------- | -------------------------------------------- | -------------------------------------------- | -------------------------------------------- | -------------------------------------------- | -------------------------------------------- |
| Schulterstück                                |                                              |                                              |                                              |                                              |                                              |
| Ärmel- streifen                              |                                              |                                              |                                              |                                              |                                              |
| Kom- mando- flagge                           |                                              |                                              |                                              |                                              |                                              |

### Volksmarine bis 1990

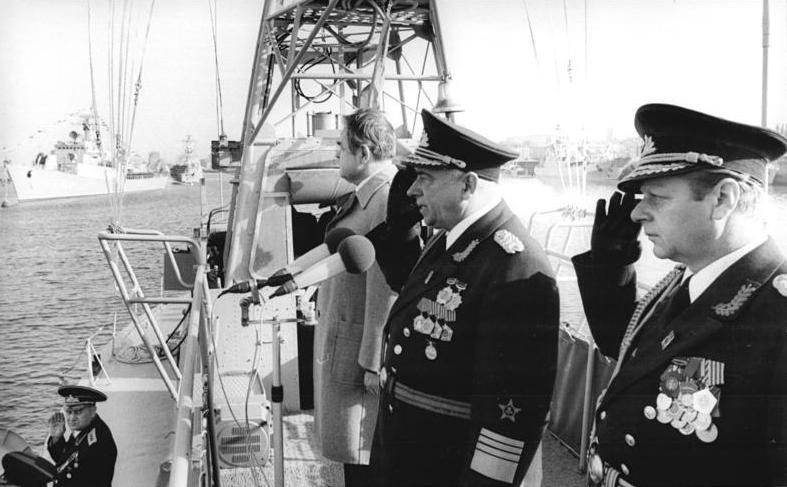
DDR-Admiral Wilhelm Ehm und Vizeadmiral Gustav Hesse 1979

In den Seestreitkräften bzw. der Volksmarine (ab 1960) der DDR gab es bis 1982 die drei Admiralsdienstgrade Konteradmiral, Vizeadmiral und Admiral. Mit Beschluss des Staatsrates der DDR vom 25. März 1982 wurde zudem der Dienstgrad des Flottenadmirals, äquivalent zum Armeegeneral, geschaffen, jedoch nie verliehen.
Der Admiral war in der Volksmarine der DDR der zweithöchste Dienstgrad im Admiralsrang. Er entsprach dem Generaloberst der NVA. Das Dienstgradabzeichen bestand aus Schulterstücken mit marineblauem Untergrund und darauf einer geflochtenen gold-silbernen Schnur, auf der drei fünfeckige silberfarbene Generalssterne („Pickel“) angebracht waren. Schulterstücke wurden zu allen Uniformteilen getragen. Das Ärmelabzeichen bestand aus einem breiten gelbfarbigen Streifen und drei weiteren einfachen Streifen. Darüber war ein fünfzackiger Stern angebracht, in dessen Innerem sich das Wappen der DDR befand. Im Unterschied zu allen übrigen deutschen Marinestreitkräften bedeckten die Ärmelabzeichen nur zu ca. 40 % den Ärmelumfang. Die Admiralskragenspiegel zeigten eine goldfarbene Ranke, die am unteren Ende einen Winkel von 90° aufwies.
Waldemar Verner, Wilhelm Ehm und Theodor Hoffmann waren die einzigen Admirale in der Volksmarine. In diesen Dienstgrad wurde man nur in Verbindung der Dienststellung des Ministers für Nationale Verteidigung oder seines Stellvertreters befördert. Bis 1989 war der Chef der Volksmarine gleichzeitig stellvertretender Minister. Theodor Hoffmann wurde anlässlich seiner Berufung zum Minister für Nationale Verteidigung zum Admiral befördert und behielt den Dienstgrad auch als Chef der Nationalen Volksarmee unter dem Minister für Abrüstung und Verteidigung Rainer Eppelmann. Waldemar Verner wurde während seiner Zeit als Chef der Politischen Hauptverwaltung, ebenfalls Stellvertreter des Ministers, zum Admiral befördert.
| Flaggoffiziere der Volksmarine | Flaggoffiziere der Volksmarine | Flaggoffiziere der Volksmarine      | Flaggoffiziere der Volksmarine | Flaggoffiziere der Volksmarine | Flaggoffiziere der Volksmarine | Flaggoffiziere der Volksmarine | Flaggoffiziere der Volksmarine |
| OF-9 bis 6                     | OF-9 bis 6                     | OF-9                                | OF-8                           | OF-8                           | OF-8                           | OF-7                           | OF-6                           |
| Arabesken                      | Lampassen                      | Flottenadmiral (im Rang)            | Admiral (im Rang)              | Admiral (im Rang)              | Admiral                        | Vizeadmiral                    | Konteradmiral                  |
| ------------------------------ | ------------------------------ | ----------------------------------- | ------------------------------ | ------------------------------ | ------------------------------ | ------------------------------ | ------------------------------ |
| Arabesken                      | Lampassen                      | Minister für Nationale Verteidigung | Stv. MfNV / Chef VM            | Chef Volksmarine               | Admiral                        | Vizeadmiral                    | Konteradmiral                  |
|                                |                                |                                     |                                |                                |                                |                                |                                |
| Ärmelstreifen                  |                                |                                     |                                |                                |                                |                                |                                |
| Kommandoflaggen                |                                |                                     |                                |                                |                                |                                |                                |

### Deutsche Marine ab 1990
Der Admiral ist der höchste Dienstgrad der Bundeswehr für Marineuniformträger. Gesetzliche Grundlage ist die Anordnung des Bundespräsidenten über die Dienstgradbezeichnungen und die Uniform der Soldaten und das Soldatengesetz.

#### Dienststellungen
Innerhalb der Kommandostruktur der Teilstreitkraft Marine sind keine Dienststellungen für Admirale ausgeplant. Beispielsweise kann aber der Generalinspekteur der Bundeswehr ein Admiral sein. Denkbar ist auch eine Verwendung in höheren Stäben der NATO. Bisher gab es erst sechs Offiziere im Dienstgrad Admiral.

#### Dienstgradabzeichen
Die Dienstgradabzeichen des Admirals zeigen einen handbreiten, darüber drei mittelbreite Ärmelstreifen auf beiden Unterärmeln.

#### Sonstiges
Die Dienstgradbezeichnung ranggleicher Luftwaffen- und Heeresuniformträger lautet General. Hinsichtlich Befehlsbefugnis, Ernennung, Sold, Dienststellungen, den nach- und übergeordneten Dienstgraden sind Admirale und Generale gleichgestellt. Beide Dienstgrade wurden durch die Anordnung des Bundespräsidenten über die Dienstgradbezeichnungen und die Uniform der Soldaten vom 7. Mai 1956 neu geschaffen.
| Offizierdienstgrad |                 |                    |
| Niedrigerer Dienstgrad |                 | Höherer Dienstgrad |
| Generalleutnant Vizeadmiral Generaloberstabsarzt Admiraloberstabsarzt                                                           | General Admiral | -                  |
| Dienstgradgruppe: Mannschaften – Unteroffiziere o.P. – Unteroffiziere m.P. – Leutnante – Hauptleute – Stabsoffiziere – Generale |                 |                    |

#### Verwendung als Sammelbezeichnung
Gemäß Duden lautet der Plural Admirale oder Admiräle, wobei in der Umgangssprache (meist auch im Sprachgebrauch der Bundeswehr) die Pluralform „Admirale“ vorherrscht.
Gemäß der Zentralen Dienstvorschrift (ZDv) A-1420/24 „Dienstgrade und Dienstgradgruppen“ existiert keine Dienstgradgruppe „Admirale“ oder „Admiräle“. Vielmehr zählen die höheren Marineuniformträger zur Dienstgradgruppe der Generale. Dennoch wird der Plural neben einer Zusammenfassung mehrerer Soldaten im Dienstgrad Admiral auch als Sammelbezeichnung für mehrere Dienstgrade verwendet. Aufgrund des inoffiziellen Charakters ist nicht immer klar, ob Admirale nur alle Soldaten meint, die mit Herr Admiral angeredet werden (also nur die Dienstgrade Flottillenadmiral, Konteradmiral, Vizeadmiral und Admiral) oder darüber hinaus alle weiteren Marineuniformträger (also einschließlich entsprechender Sanitätsoffiziere) der Dienstgradgruppe der Generale mit einschließt.

## Streitkräfte des Vereinigten Königreichs
Der erste englische Admiral der Royal Navy war William of Leybourne, der 1297 von König Edward I. zum Admiral of the sea of the King of England ernannt wurde. Der Admiral als Marineoffizier darf nicht verwechselt werden mit dem Amt des Admiral of England oder Lord High Admiral, dessen Inhaber die Verantwortung für die gesamte Marine hatte, also ein Marineminister im heutigen Sinne war.
In der Royal Navy gab es seit dem 16. Jahrhundert die Funktion der Vize- und Konteradmirale (Vice- beziehungsweise Rear-Admirals), die ursprünglich Stellvertreter des kommandierenden Admirals waren. Ein kommandierender Admiral konnte seine Flotte von der Spitze oder von der Mitte aus führen. Befand er sich auf einem Schiff in der Mitte der Flotte, hatte er in der Spitze einen Stellvertreter, den Vizeadmiral. Einen weiteren Stellvertreter hatte er im hinteren, der Spitze entgegengesetzten Bereich, den Konter- oder Rear-Admiral (von lateinisch contra, gegen, beziehungsweise englisch rear für hinten).
Im elisabethanischen Zeitalter wurde die Flotte so groß, dass sie in Geschwader (squadrons) unterteilt werden musste. Das Geschwader des Admirals führte einen roten Stander, das des Vizeadmirals einen weißen und das des Konteradmirals einen blauen. Nachdem auch diese Geschwader immer mehr angewachsen waren, wurde jedes davon von einem Admiral mit jeweils einem Vize- und Konteradmiral geführt. Die Bezeichnung für die Befehlshaber lautete dann Admiral of the White, Admiral of the Blue usw.
Die Rangfolge der Flotten und damit auch ihrer Admirale war in absteigender Folge: Rot, Weiß, Blau. Die Beförderung zum Admiral erfolgte in Abhängigkeit vom Dienstalter als Kapitän und galt auf Lebenszeit. Man konnte demnach erst dann weiterbefördert werden, wenn der Inhaber des höheren Ranges gestorben war oder seinen Abschied genommen hatte. Eine andere Möglichkeit war, einen unfähigen Admiral oder einen, der den Unwillen der Lords der Admiralität erregt hatte, ohne Kommando zu befördern. Man bezeichnete diese Praxis als Yellowing und den auf diese Weise aus dem Weg Geräumten als Yellow Admiral.
Die Rangfolge der Flaggoffiziere / Admirale (absteigend)
1. Admiral of the Fleet
2. Admiral of the Red (ab 1805)
3. Admiral of the White
4. Admiral of the Blue
5. Vice Admiral of the Red
6. Vice Admiral of the White
7. Vice Admiral of the Blue
8. Rear Admiral of the Red
9. Rear Admiral of the White
10. Rear Admiral of the Blue

Als Lord Nelson starb, war er Vice Admiral of the White.
Im 18. Jahrhundert begann man damit, die ursprünglich neun Dienststellungen mit mehreren Inhabern zu besetzen.
1864 wurde die Unterteilung der Flotte in verschiedenfarbige Divisions ganz aufgegeben. Die rote Flagge wurde der Handelsmarine zugewiesen, die weiße der Kriegsmarine und die blaue der Reserve und den Hilfsschiffen.
Heute sind die Dienstgrade der Flaggoffiziere der Royal Navy der Rear Admiral, Vice Admiral, Admiral und Admiral of the Fleet. Seit 1996 wird der Dienstgrad Admiral of the Fleet in Friedenszeiten nicht mehr vergeben. Ausnahmen von dieser Regel werden nur für Mitglieder der königlichen Familie gemacht. Die vor diesem Termin ernannten Flottenadmirale behalten aber ihren Rang auf Lebenszeit.
Der Rang des Commodore (deutsch bis 1945 Kommodore, heute in etwa Flottillenadmiral) war bis 1996 in der Royal Navy kein Admiralsdienstgrad, sondern eine an den Dienstposten gebundene Bezeichnung für einen dienstälteren Captain, die nach Verlassen des Dienstpostens wieder entfiel. Seit 1996 ist der Dienstgrad “Commodore” ein offizieller Dienstgrad in der Royal Navy. Er ist dem Captain übergeordnet und dem Rear Admiral untergeordnet (NATO-Code: OF 6).
| Flaggoffiziere der Royal Navy | Flaggoffiziere der Royal Navy | Flaggoffiziere der Royal Navy | Flaggoffiziere der Royal Navy |
| Admiral of the Fleet (AdmF)   | Admiral (Adm)                 | Vice-Admiral (VAdm)           | Rear Admiral (RAdm)           |
| OF-10                         | OF-9                          | OF-8                          | OF-7                          |
| ----------------------------- | ----------------------------- | ----------------------------- | ----------------------------- |
|                               |                               |                               |                               |

## Russische Streitkräfte
Die Russische Seekriegsflotte hat seit 1992 folgende Admiralsränge.
|  | Admirale der Russischen Seekriegsflotte | Admirale der Russischen Seekriegsflotte | Admirale der Russischen Seekriegsflotte | Admirale der Russischen Seekriegsflotte | Admirale der Russischen Seekriegsflotte |
|  | --------------------------------------- | --------------------------------------- | --------------------------------------- | --------------------------------------- | --------------------------------------- |
|  | Ärmelabzeichen                          |                                         |                                         |                                         |                                         |
|  | Schulterstücke                          |                                         |                                         |                                         |                                         |
|  | Dienstgrad (deutsch)                    | Flottenadmiral                          | Admiral                                 | Vizeadmiral                             | Konteradmiral                           |
|  | NATO-Rangcode                           | OF-9                                    | OF-8                                    | OF-7                                    | OF-6                                    |
|  | Dienstgrad (russisch)                   | Адмирал флота                           | Адмирал                                 | Вице-адмирал                            | Контр-адмирал                           |

## Französische Streitkräfte
In der Marine Nationale werden die vier Admiralsränge Contre-amiral (zwei Sterne), Vice-amiral (drei Sterne), Vice-amiral d’escadre (vier Sterne) und Amiral (fünf Sterne) vergeben.
Der Titel Amiral de France (Admiral von Frankreich) – manchmal auch Amiral de la flotte – wurde von 1302 bis 1870 an 28 Marineoffiziere verliehen. Er entsprach dem Rang eines Maréchal de France (Marschall von Frankreich).
Nur einmal wurde dann wieder der Titel Amiral de la flotte (Admiral der Flotte) 1939 an François Darlan verliehen.
Heute (Gesetz von 1972) ist der Titel Admiral von Frankreich eine staatliche Würde, die bisher nicht verliehen wurde.
| Dienstgrad                          | Anrede                  | Dienststellung | Rangabzeichen |
| ----------------------------------- | ----------------------- | -------------- | ------------- |
| (Admiral) – Amiral                  | Amiral weiblich: Amiral |                |               |
| Vizeadmiral – Vice-amiral d’escadre | Amiral weiblich: Amiral |                |               |
| Konteradmiral Vice-amiral           | Amiral weiblich: Amiral |                |               |
| Flottillenadmiral Contre-amiral     | Amiral weiblich: Amiral |                |               |

## Streitkräfte und Behörden der Vereinigten Staaten

### Flaggoffiziere

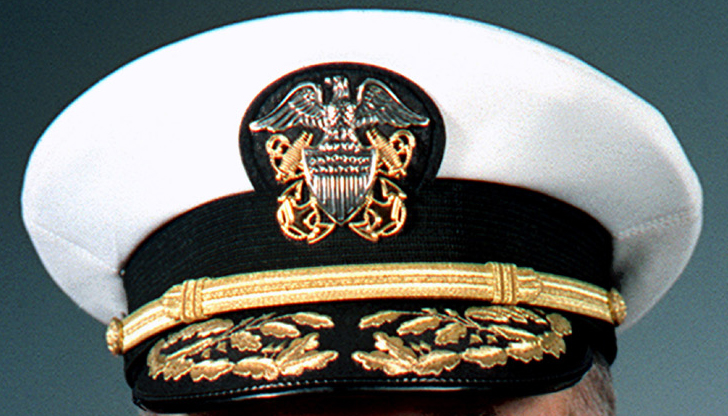
Schirmmütze eines US-Admirals mit doppelter Eichenlaubverzierung

Die United States Navy hatte bis 1862 überhaupt keine Admiräle, obwohl die Einrichtung dieses Dienstgrades immer wieder gefordert wurde, unter anderem auch von John Paul Jones, der die Meinung vertrat, dass die kommandierenden Marineoffiziere mit den Armeegeneralen auf einer Stufe stehen sollten. Außerdem hielt er höherrangige Offiziere für nötig, um Streitigkeiten zwischen den rangälteren Kapitänen zu vermeiden oder zu schlichten. Statt des Dienstgrades Admiral waren der Ehrentitel eines Commodore und zwischen 1857 und 1862 der Dienstgrad Flag Officer in Benutzung.
Die verschiedenen Marineminister schlugen dem Kongress wiederholt vor, den Rang eines Admirals zu schaffen, um eine Gleichstellung mit den Marinen anderer Staaten herzustellen, weil die höheren Offiziere der US Navy immer wieder in protokollarische Schwierigkeiten mit Offizieren anderer Nationen gerieten. Schließlich stimmte der Kongress am 16. Juli 1862 zu, neun Rear Admirals zu ernennen, was aber wohl weniger mit der Anpassung an internationale Erfordernisse zu tun hatte, als vielmehr mit der schnell anwachsenden Stärke der Marine im Amerikanischen Bürgerkrieg. Zwei Jahre später erlaubte der Kongress, einen der neuen Rear Admirals, David Farragut, zum Vice Admiral zu ernennen. Im Juli 1866 autorisierte er US-Präsident Johnson, Farragut zum Admiral und David Dixon Porter zum Vice Admiral zu ernennen. Als Farragut 1870 starb, wurden Porter Admiral und Stephen C. Rowan Vice Admiral. Nach dem Tod der beiden ranghöchsten Admirale wurden keine weiteren Beförderungen mehr bewilligt, so dass es bis 1915 keinen Admiral oder Vizeadmiral mehr gab, bis der Kongress zustimmte, je einen Admiral und Vizeadmiral für die Atlantikflotte, die Pazifikflotte und die Asiatische Flotte zu ernennen.
Trotzdem gab es in der Zwischenzeit einen höherrangigen Admiral. 1899 würdigte der Kongress George Deweys Verdienste im Spanisch-Amerikanischen Krieg, indem er Präsident McKinley ermächtigte, ihn zum Admiral of the Navy zu ernennen, was er bis zu seinem Tode 1917 blieb. Dewey war bis heute der einzige US-amerikanische Marineoffizier mit diesem Rang.
1944 genehmigte der Kongress den Rang des Flottenadmirals (Admiral of the Fleet). Die ersten und bisher einzigen Inhaber dieses Dienstgrads waren Ernest J. King, William D. Leahy, Chester W. Nimitz (alle im Dezember 1944) und William F. Halsey, der seinen fünften Stern im Dezember 1945 erhielt. Der Rang entspricht dem des General of the Army bzw. General of the Air Force bei Heer und Luftwaffe. Der Rang ist nicht mit dem des Flottillenadmirals zu verwechseln, weil es sich hierbei um einen niedrigeren Rang (Rear Admiral Lower Class) handelt, der der untersten Rangstufe der amerikanischen Admiräle entspricht.
| Flaggoffiziere der United States Navy und der United States Coast Guard | Flaggoffiziere der United States Navy und der United States Coast Guard | Flaggoffiziere der United States Navy und der United States Coast Guard | Flaggoffiziere der United States Navy und der United States Coast Guard | Flaggoffiziere der United States Navy und der United States Coast Guard |
| Fleet Admiral FADM                                                      | Admiral ADM                                                             | Vice Admiral VADM                                                       | Rear Admiral (uh) RADM                                                  | Rear Admiral (lh) RDML                                                  |
| OF-10                                                                   | OF-9                                                                    | OF-8                                                                    | OF-7                                                                    | OF-6                                                                    |
| ----------------------------------------------------------------------- | ----------------------------------------------------------------------- | ----------------------------------------------------------------------- | ----------------------------------------------------------------------- | ----------------------------------------------------------------------- |
|                                                                         |                                                                         |                                                                         |                                                                         |                                                                         |
|                                                                         |                                                                         |                                                                         |                                                                         |                                                                         |

Das Commissioned Officer Corps der National Oceanic and Atmospheric Administration und das Commissioned Corps des United States Public Health Service sind Uniformed Services innerhalb ziviler Bundesbehörden, also außerhalb der Streitkräfte. Die Commissioned Corps beider Bundesbehörden bestehen – wie die Bezeichnung Commissioned bereits nahelegt – nur aus Offizieren ohne Mannschafts- oder Unteroffiziersdienstgrade. Mit Ausnahme der Militärgerichtsbarkeit, der sie nicht unterliegen, gelten für sie alle Rechte und Pflichten eines Offiziers gemäß Title 10. Im Dienst werden Uniformen getragen, die an die Uniform der US-Navy angelehnt, jedoch mit anderen Insignien bestückt sind.
| Flaggoffiziere des United States Public Health Service Commissioned Corps und NOAA Commissioned Officer Corps | Flaggoffiziere des United States Public Health Service Commissioned Corps und NOAA Commissioned Officer Corps | Flaggoffiziere des United States Public Health Service Commissioned Corps und NOAA Commissioned Officer Corps | Flaggoffiziere des United States Public Health Service Commissioned Corps und NOAA Commissioned Officer Corps | Flaggoffiziere des United States Public Health Service Commissioned Corps und NOAA Commissioned Officer Corps |
| Admiral ADM                                                                                                   | Vice Admiral VADM                                                                                             | Rear Admiral (uh) RADM                                                                                        | Rear Admiral (lh) RDML                                                                                        | |
| OF-9 | OF-8 | OF-7 | OF-6 | |
| --- | --- | --- | --- | --- |
| | | | | |
| | | | | |

### Dienstgrad
In der United States Navy und der United States Coast Guard ist der Dienstgrad Admiral ein Rang, der in der Hierarchie über dem Vice Admiral und unter den Fleet Admiral rangiert. Die US-Soldstufe ist O-10. Damit entspricht der Rang einem Vier-Sterne-General der United States Army bzw. der United States Air Force. Der NATO-Rangcode ist OF-9. Der Dienstgrad des Admirals ist mit bestimmten Dienststellungen verbunden und wird nicht dauerhaft verliehen, so können bspw. der Vorsitzende und die Mitglieder der Joint Chiefs of Staff Admirale (alternativ: Generale) sein. Operativ kann der Admiral auch ein höheres Kommando führen oder den Oberbefehl über ein regionales Einsatzgebiet innehaben. Der Commandant of the Coast Guard und dessen Stellvertreter sind ebenfalls im Dienstgrad Admiral. Für eine solche Dienststellung, und damit für eine Beförderung über den Dienstgrad eines Konteradmiral (englisch Rear Admiral) hinaus, muss der Soldat für den bestimmten Dienstposten vom Präsidenten nominiert und vom Senat mit einfacher Mehrheit bestätigt werden. Die Verwendung auf dem Dienstposten beträgt im Regelfall drei Jahre. Gesetzliche Voraussetzung ist mindestens der Dienstgrad Rear Admiral (lower half), jedoch wird in der Praxis entweder ein Vice Admiral oder Admiral nominiert. Nach der vorgesehenen Dienstzeit auf dem Dienstposten wird für den Offizier entweder die Nominierung verlängert, er wird für einen neuen Dienstposten vorgeschlagen oder er geht in den Ruhestand. Die früher durchaus übliche Praxis in den Dienstgrad eines Rear Admiral zurückzukehren, wird heutzutage nicht mehr durchgeführt.
Beim United States Public Health Service Commissioned Corps gibt es nur einen Admiral. Es ist der Assistant Secretary for Health des US-Ministerium für Gesundheitspflege und Soziale Dienste. Das Commissioned Corps selbst wird durch einen Vizeadmiral, dem Surgeon General of the United States geführt. Das NOAA Commissioned Officer Corps hat keinen Dienstgrad Admiral.

## Streitkräfte Österreich-Ungarns
| Admirale der k.u.k. Kriegsmarine 1918 | Admirale der k.u.k. Kriegsmarine 1918 | Admirale der k.u.k. Kriegsmarine 1918 | Admirale der k.u.k. Kriegsmarine 1918 | Admirale der k.u.k. Kriegsmarine 1918 |
| Bezeich- nung                         | Großadmiral                           | Admiral                               | Viceadmiral                           | Kontreadmiral                         |
| ------------------------------------- | ------------------------------------- | ------------------------------------- | ------------------------------------- | ------------------------------------- |
| Ärmel- streifen                       |                                       |                                       |                                       |                                       |
| Kom- mando- flaggen                   |                                       |                                       |                                       |                                       |
| ab 1915                               |                                       |                                       |                                       |                                       |
| -                                     |                                       |                                       |                                       |                                       |
| 1853 bis 1915                         |                                       |                                       |                                       |                                       |

In der Österreichischen (k. k.) Kriegsmarine (ab 1868 k. u. k. Kriegsmarine) wurden von 1849 bis 1918 die Ränge Kontreadmiral (im 20. Jh. auch Konteradmiral), Viceadmiral, und Admiral sowie, seit 1916, Großadmiral vergeben.
Bekannte österreichische bzw. österreichisch-ungarische Admirale waren:
- Hans Birch Freiherr von Dahlerup 1849 Viceadmiral, Marinekommandant (1849–1851)
- Erzherzog Ferdinand Max 1854 Viceadmiral, Marinekommandant (1854–1860), Chef der Marinesektion (1860–1864)
- Ludwig Ritter von Fautz 1860 Viceadmiral, Marinekommandant (1860–1865), Chef der Marinesektion (1865–1868)
- Wilhelm von Tegetthoff 1865 Viceadmiral, Marinekommandant (1865–1871), Chef der Marinesektion ab 1868 in Personalunion
- Friedrich Freiherr von Pöck 1872 Admiral, Marinekommandant (1871–1883)
- Maximilian Freiherr Daublebsky von Sterneck 1888 Admiral, Marinekommandant (1883–1897)
- Hermann Freiherr von Spaun 1899 Admiral, Marinekommandant (1897–1904)
- Rudolf Graf Montecuccoli 1904 Admiral, Marinekommandant (1904–1913)
- Anton Haus 1916 Großadmiral, Marinekommandant (1913–1917), Flottenkommandant
- Maximilian Njegovan 1917 Admiral, Marinekommandant, Flottenkommandant
- Karl Kailer von Kaltenfels 1917 Viceadmiral, Chef der Marinesektion d. Reichskriegsministeriums
- Alfred von Koudelka 1917 Viceadmiral, Seebezirkskmdt. von Triest
- Paul Fiedler 1914 Viceadmiral, Kommandant der Kreuzerflottille
- Miklós Horthy 1918 Viceadmiral, Flottenkommandant